# Сєвєр (космічний апарат)
«Сєвєр» (рос. «Север», Північ), 5К — проєкт радянських тримісних пілотованих космічних кораблів для маневрування і стикування на орбіті Землі.

## Історія
1959 під керівництвом Тихонравова в ОКБ-1 почалися дослідження пілотованого обльоту Місяця. Планувалося використання ракет-носіїв, похідних від міжконтинентальної балістичної ракети Р-7 розробки цього ж бюро. Очікувана вантажність до 6 тонн змусила планувати збирання на низькій навколоземній орбіті навколомісячного апарата з кількох частин. Для цього слід було розробити методи зближення, стикування і дозаправки у космосі.
1 березня 1959 інженер Феоктистов запропонував ескіз апарата зі спускним модулем удвічі більшим за пізніший проєкт корабля Союз. До літа розмір апарата зменшився.
1960 для зменшення маси спускного апарата пропонувалася схема з двох модулів, як в Аполлона.
1960—1961 дослідження під індексом Л-1 планували автоматичні зближення і стикування кількох блоків і використання маніпуляторів для їхнього збирання.
1962 було обрано форму спускного апарата: згори напівсфера, яка переходить у частково конічний (7 градусів) сегмент, а знизу теплозахисний щит у формі сегмента сфери.